# Aeroportul The Granites
Aeroportul The Granites (IATA: GTS, ICAO: YTGT) este un aeroport din Teritoriul de Nord, Australia.
Situat la o altitudine de 393 m, aeroportul dispune de o singură pistă. Este operat de Newmont Mining Corporation⁠(d).